# Liste des passages couverts en France
Cet article recense les passages couverts en France.
Les passages sont des voies généralement piétonnes, partiellement ou totalement couvertes, abritant le plus souvent des galeries commerciales.

## Liste
- Aix-en-Provence
  - Passage Agard
- Autun :
  - Passage Balthus

- Auxerre :
  - Passage couvert Manifacier

- Bordeaux :
  - Galerie Bordelaise
  - Passage Sarget

- Carpentras :
  - Passage Boyer

- Clermont-Ferrand
  - Grand Passage
- Lille
  - Rue des Débris-Saint-Étienne

- Lyon :
  - Passage de l'Argue
  - Petit passage de l'Argue
  - Passage Thiaffait

- Mulhouse
  - Passage du Théâtre

- Nancy :
  - Passage Bleu

- Nantes :
  - Passage Bouchaud
  - Passage de la Châtelaine
  - Passage Cœur-de-Nantes
  - Passage du Commerce
  - Passage Graslin
  - Halle de la Madeleine
  - Passage d'Orléans
  - Passage Pommeraye
  - Passage Sainte-Croix

- Niort :
  - Passage du Commerce
- Paris : voir la liste des passages couverts de Paris

- Quimper
  - Passage de l'Epée
- Reims : voir la liste des passages couverts de Reims

- Saintes
  - Galerie du Bois d’Amour
  - Galerie Saint-Pierre

- Sète
  - Passage du Dauphin

- Toulouse :
  - Passage des Grands Boulevards
- Tours :
  - Passage du Cœur Navré
- Vichy
  - Passage Clemenceau
  - Passage Giboin